# دی به دین
دی به دین  به روز بیست و سوم ماه در گاه‌شماری ایران باستان گفته می‌شود. در گاه‌شماری ایران باستان غیر از روز اول هر ماه که هرمزد روز نامیده می‌شود سه روز دیگر به نام اهورامزدا است که به صورت دی آمده و برای باز شناختن هر یک از این سه روز به نام روز بعد الحاق شده و دی به آذر (روز هشتم)، دی به مهر (روز پانزدهم) و دی به دین (روز بیست و سوم) گفته می‌شود. دی یکی از نام‌های اهورامزداست و در اوستا به صورت دَثوش یا دَدوش یا دَذوه صفت و به معنی آفریننده آمده‌است.
روز هشتم، پانزدهم و بیست و سوم ماه دی برای آنکه نام این روزها با نام ماه یکی شده، اعیاد دانسته می‌شد.
| ترتیب | نام روز به اوستایی | نام رایج         | معنی                    |
| ----- | ------------------ | ---------------- | ----------------------- |
| ۱     | اهورامزداه         | هرمزد            | نام خداوند              |
| ۲     | وُهومَنَه             | بهمن             | منش نیک                 |
| ۳     | آشه‌وَهیشتَه          | اردیبهشت         | بهترین راستی            |
| ۴     | خششرهَ‌وَئیریَه        | شهریور           | شهریاری والا            |
| ۵     | سپنتا آرمیتی       | سپندارمذ         | اندیشه هماهنگ           |
| ۶     | هَئوروَتات           | خرداد            | کمال ایزدی              |
| ۷     | اَمرتات             | امرداد           | بی‌مرگی و نامیرایی       |
| ۸     | آفریدگار           | دی به آذر        | آفریدگار                |
| ۹     | آتَر                | آذر              | آتش                     |
| ۱۰    | آپُوُ                | آبان             | آب                      |
| ۱۱    | خَورخشِیُتَه           | خور              | آفتاب و خورشید          |
| ۱۲    | ماه                | ماه              | ماه                     |
| ۱۳    | تیشنریه            | تیر              | ستارهٔ تیر و ایزد باران  |
| ۱۴    | گو                 | ایزد گوش         | جهان، هستی و زندگی      |
| ۱۵    | آفریدگار           | دی به مهر        | آفریدگار                |
| ۱۶    | میثره              | مهر              | نگهداشتن پیمان          |
| ۱۷    | سرَوشَه              | سروش             | وخش ایزدی (الهام و وحی) |
| ۱۸    | رشنو               | رَشن              | دادگری                  |
| ۱۹    | فروَشی‌ها            | فروردین          | فروهر و روان رفتگان     |
| ۲۰    | وِرثرغَنَه            | بهرام            | پیروزی                  |
| ۲۱    | رامَن               | رام              | رامش و آشتی (صلح)       |
| ۲۲    | واتَه               | باد              | باد                     |
| ۲۳    | آفریدگار           | دی به دین        | آفریدگار                |
| ۲۴    | دینا               | دین              | وجدان بینش درونی        |
| ۲۵    | اَشی                | ارد              | خوشبختی دارائی          |
| ۲۶    | اَرشتات             | اشتاد            | راستی                   |
| ۲۷    | اَسمَن               | آسمان            | آسمان                   |
| ۲۸    | زَم                 | زامیاد           | زمین                    |
| ۲۹    | مَنثره سپنته        | مهراسپند         | گفتار نیک               |
| ۳۰    | اَنغَرا رَرُچاه        | انیران یا انارام | روشنایی بی‌پایان         |